# Finale della UEFA Champions League 1993-1994
La finale della UEFA Champions League 1993-1994 è stata disputata il 18 maggio allo Stadio Olimpico di Atene tra Milan e Barcellona. All'incontro hanno assistito circa 70 000 spettatori. La partita, arbitrato dall'inglese Philip Don (che ha sostituito John Blankenstein), ha visto la vittoria per 4-0 del club meneghino.

## Le squadre
| Squadre    | Partecipazioni precedenti (il grassetto indica la vittoria) |
| ---------- | ----------------------------------------------------------- |
| Milan      | 6 (1958, 1963, 1969, 1989, 1990, 1993)                      |
| Barcellona | 3 (1961, 1986, 1992)                                        |

## Il cammino verso la finale
Il Milan ha esordito ai sedicesimi contro gli svizzeri dell'Aarau, vincendo solo per 1-0 tra andata e ritorno. Agli ottavi i rossoneri dilagano già nel match d'andata, in trasferta contro i danesi del Copenaghen, vincendo 6-0 e limitandosi a batterli di misura (1-0) anche a Milano, raggiungendo così la fase a gironi. Il Milan, inserito nel gruppo B, ha affrontato Porto, Werder Brema e Anderlecht totalizzando 8 punti e qualificandosi primo. In semifinale ha battuto agilmente per 3-0 il Monaco. Il Milan è giunto quindi in finale imbattuto e con soli due gol subiti in undici gare.

Da sinistra: il milanista Massaro (di spalle) e il monegasco Klinsmann prima della semifinale di San Siro.

Il Barcellona ha iniziato il cammino europeo contro la Dinamo Kiev, che ha battuto con un risultato complessivo di 5-4; all'andata gli ucraini sono riusciti ad avere la meglio sui blaugrana, che però al Camp Nou hanno ribaltato la situazione con un perentorio 4-1. Agli ottavi il barça ha affrontato l'Austria Vienna vincendo con un punteggio totale di 5-1, raggiungendo così la fase a gironi. Il Barcellona, inserito nel gruppo A, ha affrontato Monaco, Galatasaray e Spartak Mosca totalizzando 10 punti e qualificandosi primo. In semifinale ha battuto agilmente per 3-0 il Porto. Il Barcellona è giunto quindi in finale da gran favorito, avendo segnato ben 26 gol in undici gare.

## La partita
Il Milan non può schierare i difensori Franco Baresi e Alessandro Costacurta, squalificati dopo la semifinale vinta contro il Monaco.
Nel primo tempo i rossoneri realizzano due reti con Daniele Massaro, al 22' su assist di Dejan Savićević, e al secondo minuto di recupero su passaggio di Roberto Donadoni. Ad inizio ripresa Savićević batte il portiere avversario Andoni Zubizarreta con un pallonetto, realizzando il gol del 3-0, e undici minuti dopo arriva la quarta rete rossonera segnata da Marcel Desailly.
Il Milan conquista così la quinta Coppa dei Campioni della sua storia contro ogni pronostico e giocando una delle sue partite più belle di sempre. Desailly diventa il primo calciatore europeo a vincere il trofeo per due anni di fila con due diverse squadre, dal momento che l'aveva già vinto l'anno prima con il Marsiglia.

## Tabellino
| Arbitro: | Philip Don |

|                                               |           |  |
| Massaro 22’, 45+3’ Savićević 47’ Desailly 58’ | Marcatori |  |

| Milan | Barcellona |

| Milan           |    |                    |     |     |
|                 |    |                    |     |     |
| P               | 1  | Sebastiano Rossi   |     |     |
| D               | 2  | Mauro Tassotti     | 35’ |     |
| D               | 3  | Christian Panucci  | 88’ |     |
| C               | 4  | Demetrio Albertini | 53’ |     |
| D               | 5  | Filippo Galli      |     |     |
| D               | 6  | Paolo Maldini      |     | 83’ |
| C               | 7  | Roberto Donadoni   |     |     |
| C               | 8  | Marcel Desailly    |     |     |
| C               | 9  | Zvonimir Boban     |     |     |
| A               | 10 | Dejan Savićević    |     |     |
| A               | 11 | Daniele Massaro    | 45’ |     |
| A disposizione: |    |                    |     |     |
| P               | 12 | Mario Ielpo        |     |     |
| D               | 13 | Stefano Nava       |     | 83’ |
| C               | 14 | Angelo Carbone     |     |     |
| A               | 15 | Gianluigi Lentini  |     |     |
| A               | 16 | Marco Simone       |     |     |
| Allenatore:     |    |                    |     |     |
| Fabio Capello   |    |                    |     |     |

| P               | 1  | Andoni Zubizarreta    |     |     |
| D               | 2  | Albert Ferrer         | 58’ |     |
| C               | 3  | Josep Guardiola       |     |     |
| D               | 4  | Ronald Koeman         |     |     |
| D               | 5  | Miguel Ángel Nadal    | 54’ |     |
| C               | 6  | José Mari Bakero      | 48’ |     |
| D               | 7  | Sergi                 | 55’ | 71’ |
| A               | 8  | Hristo Stoičkov       | 24’ |     |
| C               | 9  | Guillermo Amor        |     |     |
| A               | 10 | Romário               |     |     |
| A               | 11 | Txiki Begiristain     |     | 51’ |
| A disposizione: |    |                       |     |     |
| D               | 12 | Juan Carlos           |     |     |
| P               | 13 | Carles Busquets       |     |     |
| C               | 14 | Eusebio               |     | 51’ |
| D               | 15 | Jon Andoni Goikoetxea |     |     |
| A               | 16 | Quique Estebaranz     |     | 71’ |
| Allenatore:     |    |                       |     |     |
| Johan Cruijff   |    |                       |     |     |